# Charlie Roberts
Charles "Charlie" Roberts (n. 6 aprilie 1883, Darlington — d. 7 august 1939, Manchester) a fost un jucător de fotbal englez. Cea mai mare parte a carierei sale a petrecut-o la clubul englez Manchester United FC, la care a evoluat în perioada 1904–1913.

## Palmares

### Club
Manchester United
- Football League First Division (2): 1907–08, 1910–11
- FA Cup (1): 1908–09